# Jesús Robles Martínez
Jesús Robles Martínez (* 2. August 1913 in Colima, Colima; † 14. Juni 2004 in Mexiko-Stadt) war ein mexikanischer Politiker des Partido Revolucionario Institucional (PRI), der unter anderem zwischen 1952 und 1953 Präsident des Abgeordnetenhauses (Cámara de Diputados) war.

## Leben
Jesús Robles Martínez war 1935 Führer von Studentengruppen an der Nationalen Polytechnischen Hochschule IPN (Instituto Politécnico Nacional) sowie zwischen 1936 und 1937 Präsident der Nationalen Föderation technischer Studenten FNET (Federación Nacional de Estudiantes Técnicos). 1940 begann er ein Studium im Fach Telekommunikation an der Fakultät für Maschinenbau- und Elektrotechnikingenieurwesen ESIME (Escuela Superior de Ingeniería Mecánica y Eléctrica) des IPN, welches er 1944 beendete. In den folgenden Jahren war er selbst Professor für Physik und Mathematik, Direktor für Lehre sowie stellvertretender Generaldirektor des Instituto Politécnico Nacional. Er engagierte sich auch in der Gewerkschaft und war zwischen 1949 und 1952 Generalsekretär der Nationalen Gewerkschaft für das Bildungswesen SNTE (Sindicato Nacional de Trabajadores de la Educación). Sein Privatsekretär zu jener Zeit war Alberto Larios Gaytán, der selbst zwischen 1961 und 1964 Generalsekretär der SNTE war. Zusammen mit Manuel Sánchez Vite verhinderte er 1952, dass nicht Enrique Olivares Santana, sondern sein Manuel Sánchez Vite Nachfolger SNTE-Generalsekretär wurde.
Am 1. September 1952 wurde Robles Martínez für den Partido Revolucionario Institucional (PRI) Mitglied des Abgeordnetenhauses (Cámara de Diputados), des Unterhauses des Kongresses der Union (Congreso General de los Estados Unidos Mexicanos), und vertrat in diesem bis zum 30. August 1955 in der 42. Legislaturperiode den 2. Wahlbezirk des Bundesstaates Colima. Im September 1952 löste er Teófilo Borunda als Präsident des Abgeordnetenhauses ab und hatte dieses Amt als Parlamentspräsident bis September 1953 inne, woraufhin Antonio Erales Abdelnur seine Nachfolge antrat. Er war ferner Mitglied des Ausschusses für öffentliche Bildung, des Beglaubigungsausschusses und des Ausschusses für den konsularischen und diplomatischen Dienst.
Robles Martínez wurde am 1. September 1964 für den PRI Mitglied des Senats (Senado de México), des Oberhauses des Kongresses der Union, dem er als Vertreter des Bundesstaates Colima bis zu seinem freiwilligen Mandatsverzicht am 15. Februar 1965 angehörte. Zugleich war er zwischen 1964 und 1965 Generalsekretär des Gewerkschaftsbundes der Arbeitnehmer im Staatsdienst FSTSE (Federación de Sindicatos de Trabajadores al Servicio del Estado), in dem er ein einflussreiches Bündnis mit dem früheren FSTSE-Generalsekretär und damaligen Präsidenten des Abgeordnetenhauses Alfonso Martínez Domínguez und dem Generaldirektor des Instituts für soziale Sicherheit und Dienste für Staatsbedienstete ISSSTE (Instituto de Seguridad y Servicios Sociales de los Trabajadores del Estado) Rómulo Sánchez Mireles bildete. In der Presse wurde ihm vorgeworfen, Großgrundbesitzer (Latifundista) zu sein und weite Landflächen in San Luis Potosí für die Rinderzucht zu nutzen. 
Im Anschluss löste er am 15. Februar 1965  Guillermo H. Viramontes als Generaldirektor der Nationalbank für öffentliche Arbeiten und Dienste BANOBRAS (Banco Nacional de Obras y Servicios Públicos) ab und behielt diesen Posten elf Jahre lang bis zu seiner Ablösung durch Enrique Olivares Santana am 30. November 1976.